# Historická metrologie
Historická metrologie je pomocná věda historická, zároveň zvláštní obor metrologie, která shromažďuje a vyhodnocuje informace o délkových, hmotnostních a od nich odvozených mírách v minulosti a která je následně pomáhá převádět na moderní jednotky.
Historická metrologie nesleduje časové jednotky, těmi se zabývá historická chronologie. Nepatří sem ani zkoumání platebních prostředků a měnových hmotností, kterými se zabývá numismatika.

## Vývoj měr a vah

### Svět
Míry a váhy začaly vznikat v 4.-3. tisíciletí př. n. l. v oblastech, kde se rozvíjelo zemědělství a s tím i spojené zavlažování (Středomoří, povodí Nilu, Mezopotámie, Pandžáb). V 2. tisíciletí pak v Sumeru vznikly měnové jednotky (sumerská stopa = 0,265 m). Znalosti nabyté v těchto oblastech pak přejali Řekové a Římané. V římské říši byla navíc vytvořena soustava vzájemně převoditelných měr. Několik jednotek se dostalo i do Zaalpských zemí. Karel Veliký měl snahu zavést jednotnou měrnou soustavu (Mercura Palaci), ta však nepřežila rozpad říše.
S rozpadem římské říše nastalo období diferenciovanosti - různé regiony nebo i města měly různé míry a váhy, ačkoli názvy měr a vah mnohdy zůstaly. Ve 13. století s rozvojem feudalismu však vznikala potřeba objektivního vyměření měr, často ve státních útvarech, které směřovali k centralizaci. Další unifikační snahy probíhaly od 16. století, kdy byly potřeba stejné jednotky v důsledku rozvoje obchodu (v kapitalistických zemích - Anglie, Nizozemí), nebo v důsledku centralizace a kolonizace (v absolutistických státech). Míry tak byly sice sjednoceny v rámci jednotlivých států, rozdíly mezi státy však stále přetrvávaly.
Důležitým mezníkem se stala Velká francouzská revoluce, během které byla ve Francii zavedena metrická soustava - brzy sice byly znovu povoleny staré míry, nicméně byl položen základ moderních měr a vah. Velký technický rozvoj v 19. století pak stále více potřeboval jednotné míry a váhy. Roku 1875 byl tedy zřízen Mezinárodní úřad pro míry a váhy, jednotky se dále zpřesňovaly a roku 1960 byla nakonec vytvořena Mezinárodní soustava jednotek - soustava SI (Systeme International d'Unites). SI vychází z metrické soustavy ale zpřesňuje ji a doplňuje.

### České země
V českých zemích jsou měrné a váhové jednotky námi známy až od 11. století, musely však existovat již mnohem dříve, protože stavba hradišť, opevnění, chrámů a dalších budov nutně nějaké jednotky potřebovala. V 11. století byly zaváděny míry, jejichž názvosloví navazovalo na římské míry. Mnohé z těchto jednotek byly do metrické soustavy nepřevoditelné, protože míry se odvozovaly od úrodnosti polí. Každé pole mělo samozřejmě jinou úrodnost. První ucelenější soustava byla vytvořena až v 16. století, měření však bylo mnohdy nepoctivé. Na přelomu 16. a 17. století proto zemský sněm přikázal užívat pražské míry (pražský loket, libra, lán). Tyto míry se však prosadily až po třicetileté válce. Roku 1758 byla sice zavedena rakouská měrná soustava, ta však byla nehomogenní (neexistovaly pravidelné intervaly měr a vah). Proto se stále častěji používalo metrické soustavy. Ta byla v Rakousku zákonně zavedena od roku 1876. Když pak vznikla ČSR, byla přijata metrická soustava zákonem. A konečně roku 1980 byla přijata soustava SI.

## Prameny

### Prameny písemné:
- Dobové výnosy týkající se měr a vah
- Účetní bilance spojené s hospodářstvím

### Nediplomatické prameny:
- Spisy o měřičství
- Výčty měr
- Prameny narativního typu (kronikářské záznamy př. první přehled měr a vah v Čechách se nachází v Hájkově kronice)